# Orlando Figes
Orlando Figes (* 20. listopadu 1959 Londýn) je britský historik, který se specializuje na zkoumání moderních ruských dějin. Je profesorem historie na Birkbeck College v Londýně.

## Dílo
- Peasant Russia, Civil War: The Volga Countryside in Revolution, 1917–21 (1989)
- A People's Tragedy: Russian Revolution 1891–1924 (1996)
- Interpreting the Russian Revolution: The Language and Symbols of 1917 (1999)
- Natasha's Dance: A Cultural History of Russia (2002)
- The Whisperers: Private Life in Stalin's Russia (2007)
- Crimea: The Last Crusade (2010)
- Just Send Me Word: A True Story of Love and Survival in the Gulag (2012)
- Revolutionary Russia, 1891–1991 (2014)

### České překlady
- Lidská tragédie: ruská revoluce 1891-1924, Praha, Beta-Dobrovský & Ševčík 2000. ISBN 80-86278-72-7.
- Natašin tanec: kulturní dějiny Ruska, Praha, Beta-Dobrovský 2004. ISBN 80-7306-162-7-.
- Šeptem: soukromý život ve Stalinově Rusku, Praha, Beta-Dobrovský 2009. ISBN 978-80-7306-406-8-.